# 波滕日
波滕日是巴西塞阿拉州的一个市镇。总面积338.723平方公里，总人口9278人，人口密度27.4人/平方公里。